# Experimento piloto
Un estudio piloto, proyecto piloto o experimento piloto es un estudio preliminar a pequeña escala realizado para evaluar la viabilidad, duración, coste, adversidades, y mejorar el diseño de estudio antes del desarrollo de un proyecto de investigación a gran escala. Los estudios pilotos, por lo tanto, no pueden ser apropiados para los estudios de caso.

## Implementación
Los experimentos pilotos son frecuentemente ejecutados previo a una búsqueda cuantitativa a gran escala, con el fin de evitar el malgasto de tiempo y dinero en un  proyecto diseñado de manera inadecuada.  Un estudio piloto normalmente se lleva a cabo en miembros de la población pertinente, pero no en aquellos que formarán parte de la muestra final. Esto es porque este pueda influir el comportamiento tardío de los temas de búsqueda si es que ya han sido implicados en la búsqueda.
Un estudio/experimento piloto se suele utilizar para probar el diseño del experimento a gran escala que luego puede ser modificado. Es una idea potencialmente valiosa  y en caso de que algo falte en el estudio piloto, se puede añadir al experimento a gran escala (y más caro) para mejorar las posibilidades de un resultado claro. 

## Otras aplicaciones
En sociología, los estudios pilotos pueden ser denominados como estudios a menor escala que ayudarán a identificar los asuntos de diseño antes de que la búsqueda principal esté hecha.
A pesar de que los experimentos pilotos tienen una sólida tradición en la acción pública, su utilidad como una estrategia para el cambio ha sido cuestionada, al menos en el ámbito de administración medioambiental. Se debate que la extrapolación de un estudio piloto a una estrategia medioambiental a gran escala  no puede ser pensada como posible, en parte debido a los recursos excepcionales y las condiciones favorables que a menudo acompañan a un estudio piloto.